# Cabliers
El volcán de Cabliers es una de las calderas volcánicas submarinas que forma parte de la Cuenca del Mar de Alborán. Pertenece a España, aunque esté muy cerca de las costas argelinas. El volcán data de la misma época del volcán Gurugú y del Campo volcánico de las Tres Forcas. Se ubica al SE de la cuenca de Alborán; donde se aloja también los volcanes submarinos de Provençaux y Pytheas. La caldera es inmensa, teniendo unos 12 kilómetros de diámetro.